# Сапожников, Алексей Васильевич
Алексей Васильевич Сапожников (15 [27] марта 1868, Пермь — 23 июля 1935, Москва) — русский учёный-Шаблон:Артиллерист, химик, генерал-лейтенант (1916), заслуженный профессор Михайловской артиллерийской академии.

## Биография
Родился 15 (27) марта 1868 года в Перми в семье учителя Василия Макаровича Сапожникова, дед — из крестьян. Мать Екатерина Дмитриевна, урождённая Житкова (28.11.1837—около 1914). Брат известного географа, путешественника, ректора Томского университета В. В. Сапожникова.
Первоначальное образование получил в военной прогимназии и военной гимназии в Омске. В 1888 году окончил Михайловское артиллерийское училище, после чего служил два года в артиллерии в Туркестане и продолжил обучение: в 1893 году окончил Михайловскую артиллерийскую академию и был оставлен при академии репетитором по химии; посещал лекции в Петербургском университете и в 1896 году защитил диссертацию «Исследование водных растворов ацетона по удельному весу и рефракции» и был назначен штатным военным преподавателем академии.
В 1896—1898 гг. преподавал химию великому князю Андрею Владимировичу, а в 1897—1899 гг. — великому князю Михаилу Александровичу.
В 1899 году защитил диссертацию «Исследование пироксилина и пироксилиновых бездымных порохов» и был назначен экстраординарным профессором Михайловской артиллерийской академии. В 1899—1900 гг. занимался в Физико-химическом институте проф. Оствальда в Лейпциге, где выполнил работу «О химическом равновесии в реакции восстановления азотной кислоты окисью азота».
После возвращения в Россию, с 1902 года начал читать в артиллерийской академии курс физической химии и и теории взрывчатых веществ, организовал соответствующие лаборатории; 28 марта 1904 года был произведён в полковники. В 1905 году был назначен ординарным профессором Михайловской артиллерийской академии. Также он преподавал химию в Михайловском и Константиновском артиллерийских училищах, офицерском классе учебного воздухоплавательного парка, где организовал в 1905 году химическую лабораторию;был также профессором неорганической и физической химии на женских естественно-научных курсах Лохвицкой-Скалон.
В 1907 году был приглашён в качестве приват-доцента в Петербургский университет.
В 1908 году был избран профессором Института инженеров путей сообщения, где заведовал кафедрой до 1930 года.
Состоял совещательным членом Артиллерийского комитета, членом Русского физико-химического общества, Императорского российского технического общества и Берлинского технического общества.
Изданные труды: «Ржавчина и предохранительная смазка», «Ацетилен и ацетиленовое освещение», «Равновесие между азотной и азотистой кислотами в присутствии окиси азота», «Свойства смесей азотной и серной кислот», «Сплавы нитропроизводных фенола с нафталином», «Разложение нитроклетчатки при темпе ниже воспламенения», «Курс неорганической химии» (совместно с В. Н. Ипатьевым), «Краткий курс взрывчатых веществ», «Курс общей теоретической химии». В 1927—1930 годах принимал участие в составлении «Технической энциклопедии» в 26-и томах под редакцией Л. К. Мартенса, автор статей по тематике «взрывчатые вещества».
С 1910 года генерал-майор (пр. 1910; ст. 06.12.1910; за отличие); с 1914 года заслуженный ординарный профессор Михайловской артиллерийской академии.
С 3 августа 1914 года — заведующий отделом Центральной научно-технической лаборатории военного ведомства. Во время Первой мировой войны руководил деятельностью Русского Заготовительного комитета в США, где пробыл с 1914 по ноябрь 1916 года; в составе комиссии по военной приемке в США с ним был также направлен профессор Б. П. Вейнберг. В 1916 году был произведён в генерал-лейтенанты. Запоздание с поставкой заказанных в США предметов боевого снабжения и многочисленные жалобы привели к тому, что распоряжением Военного Министра Д. С. Шуваева был сменён в должности генералом А. П. Залюбовским и отозван в Россию. Вернулся в артиллерийскую академию и Институт инженеров путей сообщения на должность профессора и, вскоре после Февральской революции, принял участие в работах Чрезвычайной комиссии по хранению боеприпасов Республики.
В 1920-х гг. основал кафедру взрывных работ в Горном институте имени И. В. Сталина; в 1924 году преподавал на отделении химии физико-математического факультета ЛГУ.
Арестовывался по делу Бажо, Дюкса (Савантова) и Н. В. Петровской (Вольфсон) в декабре 1919 года, но в марте 1920 года был освобождён благодаря личному ходатайству А. М. Горького перед В. И. Лениным. Оба сына А. В. Сапожникова, также участники этого дела, были расстреляны.

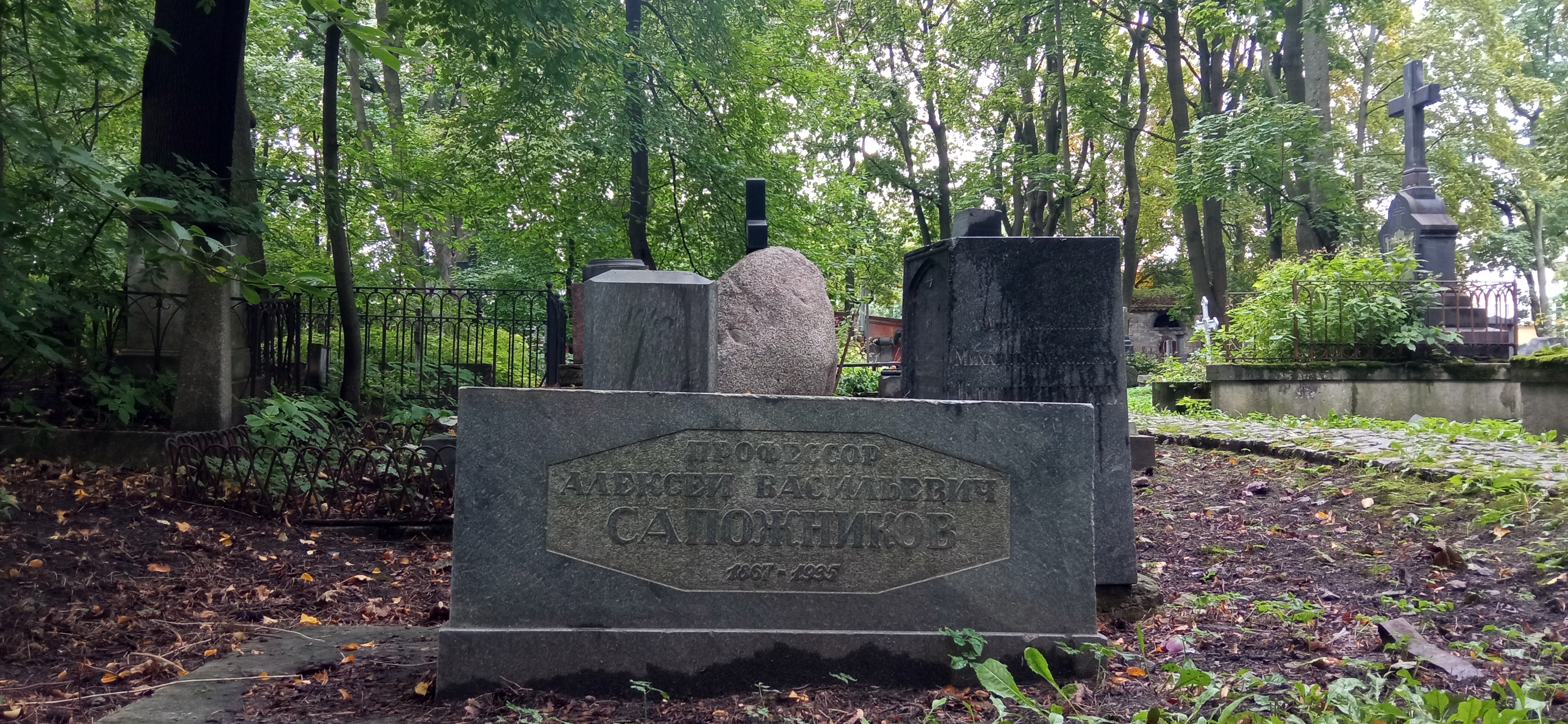
Могила А. В. Сапожникова на Смоленском лютеранском кладбище

В 1925 году был назначен председателем Комиссии по взрывчатым веществам при Научно-техническом совете горной промышленности. В 1928 году был приглашён консультантом в Государственный институт сооружений.
В октябре 1930 года вновь был арестован по обвинению в участии в контрреволюционной военной организации и в январе 1931 года приговорён к расстрелу с заменой на 10 лет лагерей. Работал в Особом бюро ОГПУ вместе с А. С. Бакаевым по совершенствованию баллиститных порохов. В 1934 году был освобождён.
Умер в Москве 23 июля 1935 года от паралича сердца. Похоронен на Смоленском лютеранском кладбище в Ленинграде (Санкт-Петербурге). К моменту смерти он состоял начальником Физико-химического отдела ВХНИИ, консультантом ВХТ и руководителем всех заводских лабораторий Треста и НИИСТа, а также профессором и заведующим кафедрой подрывных работ в Горном институте им. И. В. Сталина.

## Семья
- Жена — Елена Дмитриевна
- Дочь — Варвара Алексеевна (род. 26.11.1902)
- Брат — Василий Васильевич Сапожников (21.12.1861—11.08.1924), русский ботаник и географ, путешественник. Ректор Томского университета. Министр народного просвещения в правительстве А. В. Колчака (1918—1919).
- Брат — Авксентий Васильевич Сапожников (1867—1901)[1]
- Брат — Апполинарий Васильевич
- Сестра — Ольга Васильевна